# Julius Leemann

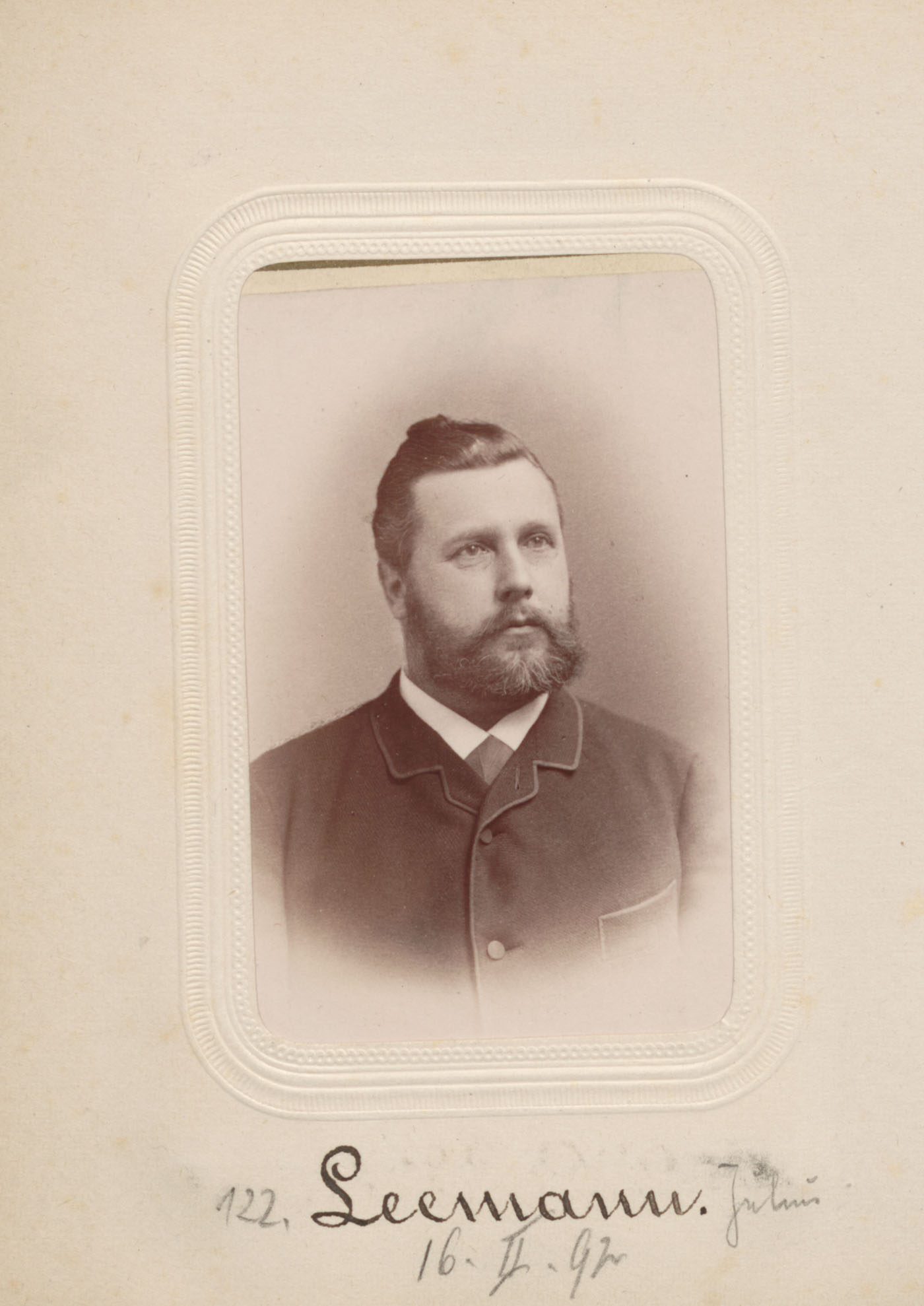
Julius Leemann

Julius Leemann, seit 1905 von Leemann, (* 26. Oktober 1839 in Stuttgart; † 15. Juli 1913 Stuttgart) war ein deutscher Landwirt, Landwirtschaftsgenossenschaftler, Hochschullehrer und Mitglied des deutschen Reichstags.

## Leben
Leemann war das einzige Kind des Oberpolizeikommissars und Oberamtmanns Carl Friedrich Leemann. Er besuchte die Gymnasien in Stuttgart und Ulm und ging ohne Reifeprüfung ab. Zwischen 1857 und 1859 betrieb er landwirtschaftliche Praxis auf Gütern in Kleinglattbach und Lautenbach und von 1859 bis 1861 besuchte er die Landwirtschaftliche Akademie Hohenheim. Von 1861 bis 1872 war er praktischer Landwirt auf seinem Hofgut Gliemenhof bei Schwäbisch Hall, wo er überwiegend Milchwirtschaft betrieb. Er war Vorsteher und Landwirtschaftslehrer der landwirtschaftlichen Winterschule in Heilbronn und landwirtschaftlicher Sachverständiger für den Württembergischen Neckarkreis von 1872 bis 1888. Weiter war er Vorsteher des landwirtschaftlichen Bezirksvereins Heilbronn und des 4. landwirtschaftlichen Gauverbands in Württemberg von 1875 bis 1888 und Vorsteher des Verbands landwirtschaftlicher Kreditgenossenschaften in Württemberg seit 1881. Seit 1889 war er als Regierungsrat außerordentliches Mitglied der Abteilung für Feldbereinigung bei der Königlich Württembergischen Zentralstelle für die Landwirtschaft. Außerdem war er Vorsitzender des Vorstandes der landwirtschaftlichen Unfallversicherungs-Berufsgenossenschaft für den Württembergischen Neckarkreis zwischen 1888 und 1891.
Von 1884 bis 1891 war er Mitglied des Deutschen Reichstags für die Nationalliberale Partei, welche in Württemberg als Deutsche Partei auftrat, und den Wahlkreis Württemberg 11 (Hall, Backnang, Öhringen, Weinsberg). Weiter war er Mitglied des Württembergischen Landtags von 1877 bis 1891 und des Deutschen Landwirtschaftsrats seit 1880. Politisch engagierte er sich besonders für Getreidezölle und das Genossenschaftsgesetz.
Seine Parlamentsmandate legte er infolge seiner Ernennung am 17. Juli 1891 zum ordentlichen Professor der Landwirtschaft, der der landwirtschaftlichen Technologie und des Genossenschaftswesens an der Universität Tübingen nieder. Auch nach seiner Pensionierung 1905 blieb er noch drei Jahre außerordentlicher Professor für Landwirtschaft.
1905 wurde ihm das Ehrenkreuz des Ordens der Württembergischen Krone verbunden mit dem persönlichen Adelstitel verliehen. 1963 wurde sein Grab auf dem Stuttgarter Fangelsbachfriedhof nicht aufgehoben, sondern wird seitdem von der Stadt weiter gepflegt.